# Заславский, Пётр Савельевич
Пётр Саве́льевич Засла́вский (2 (14) июля 1890, Киевская губерния — 22 февраля 1967, Москва) — советский государственный, партийный, профсоюзный деятель.

## Биография
Член РСДРП с 1905 г. Участник Первой русской революции. Арестовывался в 1909 (в 1910—1912 находился в ссылке в Яренске и Вельске), 1912, 1914 годах. В 1912—1917 вёл революционную работу в Москве и Одессе.
После установления Советской власти — на ответственной партийной, профсоюзной и государственной работе.
С 1917 по февраль 1918 г. — секретарь Одесского комитета РСДРП(б), редактор газеты «Голос пролетария». С 20 марта 1918 по март 1919 г. возглавлял Петроградский городской комитет РКП(б), затем был секретарём Иваново-Вознесенского губернского комитета РКП(б) (апрель-август 1919), по 1920 г. — заведующим Организационно-инструкторским отделом Московского комитета РКП(б). В 1921 г. — ответственный секретарь Городского районного комитета РКП(б) (Москва).
С 1922 г. — ответственный секретарь губернских комитетов партии: Архангельского (1922 — август 1923), Ново-Николаевского (1923—1924; в 1924—1925 — ответственный инструктор ЦК партии), Гомельского (1925 — декабрь 1926), Костромского (март 1927 — февраль 1928).
По его инициативе Новониколаевск был переименован в Новосибирск; в Костроме был открыт памятник В. И. Ленину.
В 1929—1930 сотрудник посольства и торгпредства СССР в Германии; в 1930—1931 гг. работал в ЦК ВКП(б).
В 1931—1935 возглавлял ЦК Союза финансово-банковских работников СССР, затем занимал другие профсоюзные должности.
26 января—10 февраля 1934 года делегат XVII съезда ВКП(б) с совещательным голосом.
В 1938—1940 гг. — заместитель главного редактора Большой советской энциклопедии.
В 1940—1956 гг. — государственный арбитр Государственного Арбитража при СНК СССР.
С конца 1920-х гг. Заславский страдал очень слабым зрением. Возможно, это и спасло его от репрессий.
На X и XIII Всероссийских съездах советов депутатов избирался соответственно кандидатом в члены ВЦИК (1922—1924) и членом ВЦИК (1927—1929). Делегат II Всесоюзного съезда советов, XI, XIV, XVII съездов партии, XIII партийной конференции (1924).
В 1956 году вышел на пенсию. Умер в 1967 в Москве, после кремации прах похоронен в колумбарии Новодевичьего кладбища.

## Избранные труды
- Заславский П. С. [воспоминания] // Воспоминания о Владимире Ильиче Ленине / Институт марксизма-ленинизма при ЦК КПСС. — М.: Госполитиздат, 1961. — [Т. 3.]
- Заславский П. С. Партработа на крупных строительствах. — М.; Л. : Огиз Московский рабочий, 1931. — 64 с.
- Заславский П. С. Я узнал о ней в нарымской ссылке… // Мария Федоровна Андреева: Переписка. Воспоминания. Статьи. Документы. Воспоминания о М. Ф. Андреевой / Сост., ст. и коммент. А. П. Григорьевой и С. В. Щириной. — М.: Искусство, 1961. — С. 460-462.

## Память
Имя П. С. Заславского носит улица в Одессе.